# Пеладан, Жозеф
Жозеф (Жозефен) Пеладан (фр. Joséphin Péladan, 28 марта 1858, близ Лиона — 27 июня 1918, Нёйи-сюр-Сен) — французский писатель-символист и оккультист, в своё время глава "Ордена розенкрейцеров" во Франции.

## Биография
Родился в зажиточной, интеллигентной семье. Отец его был журналистом в газете «Литературная Франция» и сооснователем «Религиозного еженедельника» — издания, занимавшегося преимущественно маргинальными науками и оперировавшее мистическими, религиозными и оккультными проблемами. Старший брат Жозефа, Анри, был врачом и астрологом.
Первоначально пробовал свои силы в банковском деле, однако без особого интереса. Вскоре он уезжает в Рим и Флоренцию, где занимается изучением работ Леонардо да Винчи и эпохи Возрождения в целом. Любимым писателем юноши становится М. де Сервантес, любимым композитором — Р. Вагнер. По примеру героев опер Вагнера, Ж. Пеладан одевается в широкие белые туники, украшенные голубыми полосами.
Вернувшись во Францию, Пеладан в 1885 г. становится (совместно с маркизом Станисласом де Гуайта) сооснователем "Каббалистического Ордена Розы†Креста". 
Вскоре он становится гроссмейстером Ордена и принимает имя "Сар Меродак" (ивр. - "Князь Меродак" שר מרודך).  Среди членов этого мистического ордена были такие известные деятели культуры, как композиторы Эрик Сати и Клод Дебюсси.
В 1891 году Жозеф Пеладан рвёт с магически-каббалистическим направлением розенкрейцеров, и в 1892 году основывает собственный орден христианских Розенкрейцеров под названием «Католический Орден Розы+Креста и эстетов Башни Грааля». 
В том же году он организовывает большое собрание розенкрейцеров в парижской галерее Дюран-Рюель. Позднее, по настоянию своей второй жены, художественного критика Кристины Тейлор, которую Пеладан очень любил, он оставляет своё экстравагантное поведение и редко появляется в свете. 
В 1908 году Ж. Пеладану Французская Академия присваивает "Премию Шарля Бланка". 
Скончался знаменитый прежде писатель и оккультист в безвестности, близ Парижа, в 1918 году.
В России переводы его сочинений печатались в теософских журналах в 1907 - 1915 гг.

## Избранные произведения
- Главная ошибка, роман, 1884
- Курьёз, 1885
- Иштар, 1888
- Комментарии к отвлечённой магии, 1891
- Вавилон, трагедия, 1895
- Византийский принц, трагедия, 1896
- Эдип и Сфинкс, трагедия в прозе, 1904
- Парцифаль и Дон Кихот, эссе, 1906.